# Гудмен, Дейвид
Дейвид Саймон Чарльз Гудмен (англ. David Simon Charles Goodman; род. 25 февраля 1958) — английский шахматист, международный мастер (1982).

## Спортивные результаты
| Год  | Город  | Турнир                                         | + | − | = | Результат | Место |
| ---- | ------ | ---------------------------------------------- | - | - | - | --------- | ----- |
| 1975 | Крей   | Юношеский чемпионат мира (категория до 18 лет) |   |   |   | из        |       |
| 1977 | Москва | 6-й командный чемпионат Европы                 | 0 | 1 | 1 | ½ из 2    |       |
|      | Мехико | 22-й командный чемпионат мира среди студентов  | 4 | 1 | 1 | 4½ из 6   | 3     |